# Arksumborg
Arksumborg (på tysk Archsum-Burg) var en cirka 2,5 meter høj cirkelborg ved landsbyen Arksum på den nordfrisiske ø Sild i Sydslesvig/Nordtyskland. Voldstedets rester blev planeret omkring 1860, i 1970erne blev området overbygget, så voldstedet ikke længere kan ses i terrænet. Stedet kan tolkes som kultplads.
Volden nævnes for første gang i en krønike fra 1400-tallet, senere findes den indtegnet på Joahnnes Mejers kort over Sild fra 1652. Ringborgen var beliggende ved den let skrånende sydlige del af Arksums bakkeø (gestø). En del af voldstedet blev udgravet i årene mellem 1972 og 1978. Ringborgen målte omtrent 105 m fra nord til syd og 120 m fra øst til vest. Jordpåfyldninger fra middelalderen og nyere tid har dog forøget tværmålet. Voldstedet blev udvidet flere gange. Indgangen til det af volden begrænsede areal lå mod nord. Senere opførtes en 6 m lang og 1 m bred stolpestøttet gennemgang. I en af de seneste byggefaser beyggedes en ca. 10 m lang og 1 m bred krybegang af kampesten oven i resterne af forhenværende perioders indange. Desuden blev der rejst flere letkonstruerede hytter med fletværks- eller græstørvsvægge langs voldens indre fod. Hytterne målte mellem 2,1 og 4 m i bredden, længen varierede mellem 4 og 8 m. Voldstedets geometriske centrum var ubebygget.
Fundmaterialet fra Arksumborg består fortrinsvis af keramik, f.eks. skår, skåle, kopper og ildbuklignende krukker med hank, hvilet genspejler et bopladsinventar. Derudover fandtes der keramikgenstande, der åbenbart var importerede til Sild udefra som f. eks. nederlandks terpekeramik. Knoglefund, der karakteriserer de andre jyske offerpladser, mangler dog stort set. Men hensyn til opbygning og datering svarer Arskumborg til Trælbanken ved Højer og til Tinnumborgen ved nabobyen Tinnum. Syd for Rantum findes med den (tilsandede) Rantumborg et tredje voldsted på øen.